# 테리 노리스
테리 노리스(Terry Norris, 1930년 6월 9일 ~ 2023년 3월 20일)는 오스트레일리아의 정치인, 배우이다.
멜버른에서 태어났다.

## 출연 작품

### 영화
- 루킹 포 그레이스 (2015년)
- 포스 오브 데스티니 (2015년)
- 드레스메이커 (2015년) - 샙티머스 크레상트 역
- 나니아 연대기: 새벽 출정호의 항해 (2010년) - 로드 번 역
- 이리지스터블 (2006년)
- 로멀러스, 마이 파더 (2006년)
- 3 달러로 남은 사나이 (2005년)
- 휴먼 터치 (2004년)
- 이노센스 (2000년)
- 노아의 방주 (1999년)
- 럭키 브레이크 (1994년)
- 느힐로 가는 길 (1997, Road to Nhill)